# Чесноков, Павел Васильевич

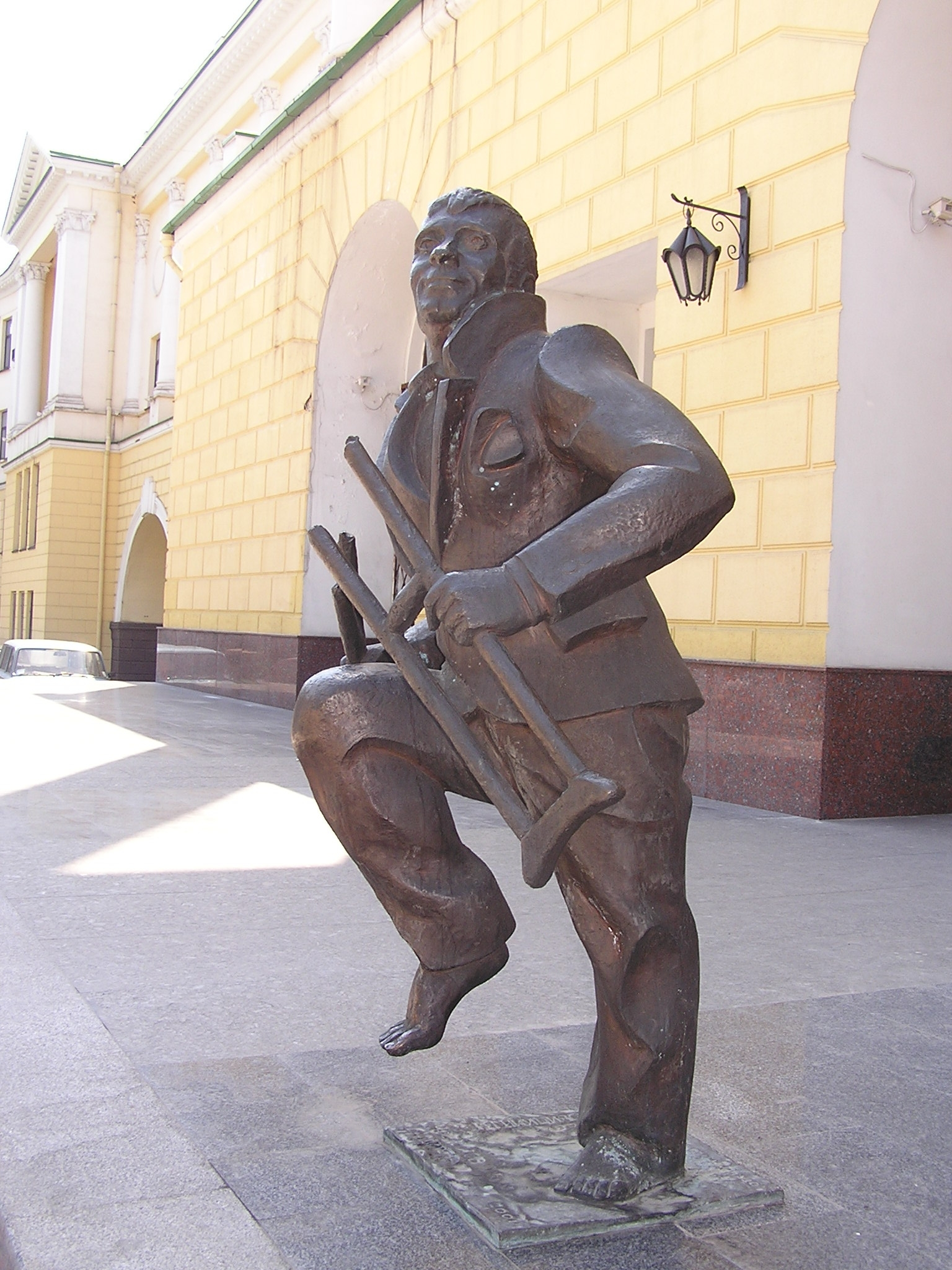
Памятник исцелившемуся больному

Па́вел Васи́льевич Чесноко́в — украинский художник, геральдист.
В соавторстве с Юрием Ивановичем Балдиным создал памятник исцелившемуся больному.
В соавторстве с Евгением Александровичем Малахой создал флаг Авдеевки, герб Добропольского района Донецкой области, герб Александровского района Донецкой области, герб Володарского района Донецкой области (при участии Николая Никитовича Стародубцева).
В соавторстве с Сергеем Потюговым создал Герб Амвросиевского района Донецкой области, герб Клинового.
Создал герб Тельмановского района Донецкой области.

## Разработанные гербы
| Изображение | Название                                      | Дата утверждения      | Соавторы                                                                  | Описание |
| ----------- | --------------------------------------------- | --------------------- | ------------------------------------------------------------------------- | -------- |
|             | Герб Добропольского района Донецкой области   | 19 марта 1997 года    | Малаха, Евгений Александрович                                             |          |
|             | Герб Володарского района Донецкой области     | 26 июня 2002 года     | Малаха, Евгений Александрович при участии Николая Никитовича Стародубцева |          |
|             | Герб Александровского района Донецкой области | 8 августа 2001 года   | Малаха, Евгений Александрович                                             |          |
|             | Герб Амвросиевского района Донецкой области   | 12.2003               | Сергей И. Потюгов                                                         |          |
|             | Герб г. Авдеевка Донецкой области             | 19 июня 2002 года     | Малаха Евгений Александрович                                              |          |
|             | Герб Клинового                                | 29 сентября 2003 года | Сергей И. Потюгов                                                         |          |
|             | Герб Тельмановского района                    | 30 июля 2003 года     |                                                                           |          |

## Разработанные флаги
| Изображение | Название      | Дата утверждения  | Соавторы                      | Описание |
| ----------- | ------------- | ----------------- | ----------------------------- | -------- |
|             | Флаг Авдеевки | 16 июня 2002 года | Малаха, Евгений Александрович |          |